# Томилин, Александр Николаевич
Александр Николаевич Томилин (15 июня 1933 — 3 декабря 2021) — учёный в области математики, один из старейших российских программистов. Лауреат Государственной премии СССР (1969) и премии имени С. А. Лебедева (2002), заслуженный деятель науки Российской Федерации (1999), доктор физико-математических наук (1990), профессор.

## Биография
Родился 15 июня 1933 года в Москве.
В 1951 году окончил московскую школу № 204 имени М. Горького, а в 1956 году — механико-математический факультет МГУ, специальность: «математика».
В 1969 году защитил кандидатскую диссертацию, тема: «Математическое моделирование структуры и разработка программы-диспетчера ЭВМ БЭСМ-6» (научный руководитель Л. Н. Королёв).
В 1990 году защитил докторскую диссертацию, тема: «Операционные средства разработки и управления для информационно-вычислительных систем реального времени». В 1992 году присвоено учёное звание — профессор.
После окончания МГУ работал на инженерных и научных должностях (от младшего научного сотрудника до заведующего отделом) в Институте точной механики и вычислительной техники (ИТМиВТ) имени С. А. Лебедева АН СССР, НИИ «Дельта» МЭП СССР, Институте проблем кибернетики (ИПК) РАН, Институте системного программирования (ИСП) РАН.
По совместительству вёл педагогическую работу: в 1960-х годах — ассистент базовой кафедры вычислительной техники МФТИ (в ИТМиВТ); с 1997 года — профессор базовой кафедры системного программирования МФТИ (в ИСП РАН).
В МГУ работал с 1970 года: доцент (1970—1992), профессор (с 1992) кафедры автоматизации систем вычислительных комплексов факультета вычислительной математики и кибернетики.
На факультете ВМК МГУ читал курсы по вычислительным системам и операционным системам ЭВМ, читал курсы в филиалах МГУ. В течение многих лет являлся председателем ГАК.
Умер 3 декабря 2021 года.

### Научная деятельность
Разработка методов имитационного моделирования вычислительных структур (моделирование структур ЭВМ БЭСМ-6, вычислительного комплекса АС-6); разработка принципов, создание и внедрение операционных систем высокопроизводительных ЭВМ — БЭСМ-6 (использовалась в крупнейших вычислительных центрах страны), вычислительного комплекса АС-6 (использовался в системах управления в реальном времени — в центрах управления полётами космических аппаратов), суперЭВМ «Электроника СС БИС».

### Общественная деятельность
Был членом советов по защите докторских и кандидатских диссертаций, член экспертных советов, член программных и организационных комитетов российских и международных конференций.
Имел более 50 научных публикаций в области системного программного обеспечения и моделирования структур вычислительных систем, в области информационных систем и систем виртуальной реальности, а также по истории создания вычислительных систем и их программного обеспечения, учебно-методические пособия.
Подготовил 7 кандидатов наук, научный консультант доктора наук.

### Основные публикации
- Архитектура транспортной службы высокопроизводительной вычислительной системы // Вопросы кибернетики, 1986, № 127
- Системное программное обеспечение основной машины вычислительной системы «Электроника СС БИС» // Программные продукты и системы, № 1 — Тверь, 1992
- Некоторые аспекты применения имитационных моделей с интерфейсом «Виртуальная реальность» // В сб.: Моделирование сложных систем и виртуальная реальность (Вопросы кибернетики, № 181) — М., 1995;
- Использование моделирования в анализе и разработке отечественных вычислительных систем // Сб. трудов конференции «Компьютеры в Европе. Прошлое, настоящее и будущее» — Киев, 1998;
- Информационные системы и научные телекоммуникации // Вестник РФФИ, 1998, № 4.

## Награды
- Государственная премия СССР (в составе группы учёных, за 1969 год) — за разработку и внедрение в народное хозяйство высокопроизводительной универсальной ЭВМ БЭСМ-6
- Заслуженный деятель науки Российской Федерации (1999)
- Премия имени С. А. Лебедева (2002) — за цикл работ «Моделирование вычислительных структур»
- Медаль «Ветеран труда»